# Jess Dobernic
Andrew Joseph "Jess" Dobernic, född den 20 november 1918 (enligt vissa källor 1917) i Mount Olive i Illinois, död den 16 juli 1998 i St. Louis i Missouri, var en amerikansk professionell basebollspelare som spelade tre säsonger i Major League Baseball (MLB) 1939 och 1948–1949. Dobernic var högerhänt pitcher.
Dobernic spelade för Chicago White Sox (1939), Chicago Cubs (1948–1949) och Cincinnati Reds (1949). Totalt spelade han 76 matcher i MLB och var 7–3 (sju vinster och tre förluster) med en earned run average (ERA) på 5,21 och 55 strikeouts. Han spelade desto fler matcher i farmarligorna i Minor League Baseball (MiLB), där hans karriär sträckte sig från och med 1937 till och med 1954, med uppehåll 1943–1945. Den statistiken är inte komplett, men han spelade åtminstone 511 matcher i MiLB.

## Karriär
Dobernic inledde sin proffskarriär 1937 för en farmarklubb till Chicago White Sox på den lägsta nivån (D). Han avancerade uppåt i systemet och debuterade i MLB för White Sox den 2 juli 1939. Han spelade dock bara fyra MLB-matcher, den sista den 18 juli, och var 0–1 med en ERA på hela 13,50. Därefter förpassades han till farmarligorna igen.
White Sox trejdade Dobernic till Chicago Cubs i maj 1941. Under den säsongen och nästa spelade han i Cubs farmarklubbssystem.

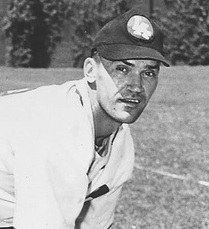
Dobernic i farmarklubben Los Angeles Angels 1947.

Därefter tjänstgjorde Dobernic i United States Army Air Forces under andra världskriget, en vapengren som han även representerade framgångsrikt på basebollplanen.
Dobernic var tillbaka som basebollproffs 1946, återigen i Chicago Cubs farmarklubbssystem. 1948 befordrades han till moderklubben och spelade där hela den säsongen. Han deltog i 54 matcher, femte flest i National League (NL), och var 7–2 med en ERA på 3,15. Säsongen efter gick inte lika bra. Efter bara fyra matcher, och med en ERA på 20,25, trejdades han av Cubs till Cincinnati Reds. För Reds spelade han fram till och med den 28 juli 14 matcher med en ERA på 9,78. Efter det spelade han aldrig någon mer match i MLB.
Dobernic fortsatte dock under flera år att spela professionellt i farmarligorna för flera olika klubbar – White Sox, Cubs, St. Louis Browns och Pittsburgh Pirates. Sista säsongen var 1954.

## Efter karriären
Dobernic bodde efter karriären i St. Louis där han ägde ett företag i köttbranschen. Han avled den 16 juli 1998 och är begravd i Affton nära St. Louis.

## Privatliv
Dobernic var av kroatiskt ursprung. Han hade två barn, en dotter vid namn Donna och en son vid namn Ronald. På fritiden tyckte han om att ägna sig åt golf och jakt.

## Kuriosa
Dobernic spelade en basebollspelare vid namn Fred Dobernic i den Oscarsbelönade filmen Säg ja till livet (originaltitel The Stratton Story). Han hade inga repliker men syntes i bild i cirka tre sekunder.